# Ron Stockin
Ron Stockin (Birmingham, Inglaterra, 27 de junio de 1931-19 de julio de 2024) fue un futbolista británico que jugó en la posición de delantero.

## Equipos
| Periodo   | Club                       |
| --------- | -------------------------- |
| 1951-1952 | West Bromwich Albion FC    |
| 1952      | Walsall FC                 |
| 1952-1954 | Wolverhampton Wanderers FC |
| 1954-1957 | Cardiff City FC            |
| 1957-1960 | Grimsby Town FC            |
| 1960      | Nuneaton Borough FC        |

## Logros
- Primera División de Inglaterra (1): 1953-54
- FA Charity Shield (1): 1954
- Copa de Gales (1): 1955-56